# Trævlekrone
Trævlekrone (Silene flos-cuculi) er en 20-50 cm høj urt, der vokser på fugtige enge. Planten indeholder saponin, som er skumdannende og volder ubehag ved indtagelse. Den tidlige blomstring og den rige, lyserøde blomstring gør planten velegnet i blomsterenge.

## Beskrivelse
Trævlekrone er en flerårig urt med en opstigende vækst. Det første år dannes der en bladroset, som i reglen også overvintrer. Bladene i rosetten er linjeformede (eller let spatelformede) og helrandede med hvide hår ved bladgrunden. Stænglerne er glatte og runde i tværsnit. Stængelbladene er modsatte og linjeformede med hel rand. Oversiden er lyst blågrøn, mens undersiden er en smule lysere. Blomstringen sker i maj-august, hvor man kan se de rødviolette blomster samlet i små stande fra bladhjørner og ved enden af skuddene. Frugten er en kapsel med mange frø.
Rodnettet består af en kort rodstok, som bærer en pælerod og et stort antal siderødder.
Højde x bredde og årlig tilvækst: 0,40 x 0,40 (40 x 5 cm/år).

## Voksested
Planten er naturligt forekommende i Europa, Kaukasus og Sibirien, mens den er naturaliseret i Nordamerika. Den er knyttet til fugtige enge, og det er også dér, man finder den i Danmark, hvor den er temmelig almindelig.
Højstaudevegetationen langs Gudenåen rummer denne art sammen med bl.a. alm. fredløs, kattehale, alm. skjolddrager, angelik, blåhat, djævelsbid, engkabbeleje, gederams, gul fladbælg, gærdesnerle, hamphjortetrøst, hyldebladet baldrian, knoldet brunrod, kærgaltetand, kærtidsel, lodden dueurt, lysesiv, musevikke, nyserøllike, rørgræs, stor skjaller, strandkvan og sværtevæld.
| Portal | Portal:Botanik |